# Prickig bottentittare
Prickig bottentittare (Chilodus punctatus) är en fiskart som beskrevs av Müller och Troschel, 1844. Prickig bottentittare ingår i släktet Chilodus och familjen Chilodontidae. Inga underarter finns listade i Catalogue of Life.